# アドルフォ・ニコラス
アドルフォ・ニコラス・パション（スペイン語: Adolfo Nicolás Pachón, 1936年4月29日 – 2020年5月20日）は、カトリック教会のスペイン人司祭、神学者。第30代イエズス会総長（2008年1月19日 -2016年10月3日）。

## 経歴
アドルフォ・ニコラスはスペインのパレンシア県ビリャムリエル・デ・セラートに生まれ、1953年イエズス会に入会し、アランフエスで修練生となった。アルカラ大学で哲学学士号 (Licenciatura) を得た後、来日した。1960年まで日本で日本語とその文化を学んだ。ニコラスは、1964年上智大学神学部に入学して神学を学び、1967年3月17日に司祭に叙階。
1968年から1971年には、ローマの教皇庁立グレゴリアン大学で学び、神学博士号を得た。そののち日本に戻り、母校である上智大学で13年間組織神学の教授を務めた。
1978年から1984年にかけ、フィリピンのメトロ・マニラにあるアテネオ・デ・マニラ大学の東アジア司牧研究所所長をつとめた。さらに日本へ戻り、1991年から1993年にかけて東京で修練院院長をつとめた後、イエズス会日本管区長となり、2000年まで在職した。その後も3年間、上智大学神学部での教職を続けるとともに、東京で特に開発途上国地域から来日した貧しい移民の間で司牧をしていた。1998年、彼は教皇庁と対立し、複数のアジア人司教とともに、教会の意志決定についてより下位組織に決定権が与えられるよう求めた。
母語であるスペイン語に加え、ニコラスはカタルーニャ語、英語、イタリア語、フランス語及び日本語を読み書き話す。
2004年にはイエズス会東アジア及びオセアニア会議 (Jesuit Conference of East Asia and Oceania, JCEAO) でのモデレータに任じられ、再びフィリピンへ赴いた。モデレータとして、オーストラリア・中国・日本・韓国・ミクロネシア・ミャンマー・東ティモールなどの国々を代表、国々を歴訪し、コーディネートにつとめた。
2008年1月19日の第35回総会 (General Congregation) の第2回投票で、ニコラスはオランダ人のペーター・ハンス・コルヴェンバッハから継いで、第30代イエズス会総長に選任される。選挙結果はただちに任命権者であるベネディクト16世に伝えられた。ニコラスは、第28代総長で、日本での司牧経験があるスペイン出身のペドロ・アルペ神父との類似点が指摘されている。これより、19,126人を抱えるカトリック教会最大の男子修道会を率いることになった。
2016年の第36回総会で80歳を迎えたことを理由にイエズス会総長を退任し、後任には初のヨーロッパ外出身の総長となるアルトゥロ・ソサ・アバスカルが選出された。総長辞任のあとは、マドリードで家族と過ごした後、マニラの東アジア司牧研究所と上智大学アルペ国際学生寮で奉仕をしてきたが、健康を害したため2018年8月より上石神井にあるイエズス会の静養施設で暮らすようになった。2019年7月にアルトゥロ・ソサ総長が来日した折はその施設で面会を行っている。同年11月にイエズス会出身の教皇フランシスコが来日した際には、上智大SJハウスにて面会を行っている。
2020年5月20日、東京都の桜町病院で死去。84歳没。
葬儀ミサは5月23日に聖イグナチオ教会で行われるが、新型コロナウイルス感染症の流行のため非公開となり、Youtubeで生配信される。ローマでの追悼ミサは、5月23日にジェズ教会で、イエズス会のアルトゥロ・ソサ総長によって捧げられる予定であるという。

## 思想
かつて、ニコラスは、「われわれアジアは教会、全教会に対して、まだ多くのことをなしていないし、やり終えてもいない。われわれが勇敢ではなかったか、とるべき冒険をさけてきたことということではないか (Asia has a lot yet to offer the Church, to the whole Church, but we haven't done it yet. Maybe we have not been courageous enough, or we haven't taken the risks we should)」と述べている。また、ミカエル・マクヴェイによれば、ニコラスが「ひとびとの生活しているところに入っていけば、おのずから現在の地位を根本から考えるようになる」と述べて、ひとびととの文化的交流を持つことよりも、教義の伝達とおしつけに腐心する修道会に対して危惧を表明した。
第35回総会の前に、ニコラスは総会を「核心にある行事」と述べた。総会は「徹底的な探求の場、爽快な議論の場であり、質問と回答とが直線的にやりとりされることがなく、しかしそれが、友愛に満ちたリズムで、つつましやかなお互いの相互性を持って、議論をするわたしたちのなかで踊り、また周りを踊るとき」であるというのである。また、「これがイエズス会全体へと波及することを願う」と述べ、「祈り、内省、会話は贈物であり、かつ貢献なのである」ということを強調した。
「多くの感嘆を得ながら付きしたがう人々は少数である」ということはなぜか、という問いに対し、自らのイエズス会に対する希望は、「われわれの時代には、われわれがなしえる仕事の高さのみではなく、教会や世界へ、とくに内面と高さと共同体の目撃者たることについて、修道会の再生への取り組みを始められるような信仰生活について、いきいきとしてかつ開かれた内省をもつことを進めていきたい」とした。

## 脚註
1. ↑  “Muere en Japón el español Adolfo Nicolás, superior general de los jesuitas entre 2008 y 2016” (スペイン語). Vida Nueva - Revista y portal de noticias religiosas y de Iglesia (2020年5月20日). 2020年5月20日閲覧。
2. 1 2  「アドルフォ・ニコラス元神学部教授がイエズス会総長に選出」上智大学、2008年1月21日。
3. 1 2  Biografía Archived 2008年10月4日, at the Wayback Machine., JESUITAS (Compañía de Jesús España).
4. 1 2  Fr. Adolfo Nicolas elected Superior General of the Jesuits, The Philippine Jesuits, Jan. 19, 2008.
5. ↑  "Will the New "Black Pope" Work?", TIME Magazine, January 19, 2008.
6. ↑  About JCEAO, JCEAO (Jesuit Conference of East Asia and Oceania).
7. ↑  "Spaniard Adolfo Nicolás elected new Superior General of the Jesuits", CNA (CatholicNewsAgency), Jan 19, 2008.
8. ↑  “イエズス会総長、辞任を示唆”.   カトリック新聞オンライン (2014年5月29日). 2017年5月5日閲覧。
9. ↑  “イエズス会、欧州外から新総長”.   カトリック新聞オンライン (2016年10月20日). 2017年5月5日閲覧。
10. ↑   (日本語) アドルフォ・ニコラス神父を偲んで 2020年5月21日閲覧。
11. ↑  『アルトゥーロ・ソーサ総長の来日』。2020年5月21日閲覧。
12. ↑  “ニコラス神父様帰天”. 司教の日記(東京大司教区大司教 菊地功ブログ、2020年5月22日). 2020年5月23日閲覧。
13. ↑  “El reencuentro más personal del Papa en Japón: Adolfo Nicolás” (スペイン語). Vida Nueva - Revista y portal de noticias religiosas y de Iglesia (2019年11月26日). 2020年5月21日閲覧。
14. ↑  “教皇、上智大学を訪問、離日を前に - バチカン・ニュース”. www.vaticannews.va (2019年11月26日). 2020年5月21日閲覧。
15. ↑  “イエズス会前総長のアドルフォ・ニコラス神父死去 葬儀ミサはライブ配信”. クリスチャントゥデイ (2020年5月22日). 2020年5月23日閲覧。
16. ↑  “アドルフォ・ニコラス神父死去、イエズス会前総長、元上智大教授 - バチカン・ニュース”. www.vaticannews.va (2020年5月21日). 2020年5月21日閲覧。
17. 1 2  "Father Adolfo Nicolás Archived 2008年1月22日, at the Wayback Machine.", Province Express, February 21, 2007.
18. 1 2  "What should GC35 do? Adolfo Nicolas:Six hopes for the General Congregation Archived 2008年1月23日, at the Wayback Machine.", Province Express, December 12, 2007.